# Outcesticide V: Disintegration
Outcesticide V: Disintegration è un bootleg di canzoni inedite e cover del gruppo grunge americano Nirvana. Fu pubblicato dalla casa discografica Blue Moon Records nel 1998.

## Tracce
1. Asking for It - 4:28
2. Love Buzz - 3:30
3. Verse Chorus Verse - 3:15
4. Lithium - 4:06
5. Rape Me - 2:27
6. On a Plain - 2:46
7. Stain - 2:25
8. School - 2:50
9. Molly's Lips - 1:58
10. Aneurysm - 4:37
11. Love Buzz - 3:53
12. Floyd The Barber - 2:42
13. Downer - 2:29
14. Mexican Seafood - 2:54
15. White Lace And Strange - 2:39
16. Spank Thru - 3:27
17. Suicide Samurai - 3:30
18. Hairspray Queen - 4:58
19. Pen Cap Chew - 4:15
20. More Than a Feeling - 0:55 (Cover dei Boston)
21. My Best Friends Girl - 2:25
22. Autopilot (You Know You're Right) - 5:06